# Referendum in Bulgaria del 1946
Il referendum in Bulgaria del 1946 si svolse l'8 settembre 1946 per decidere se il paese dovesse mantenere la monarchia o diventare una Repubblica, per convocare una Grande Assemblea Nazionale e per redigere una nuova costituzione.
Il risultato fu del 95,6% a favore del cambiamento, con un'affluenza alle urne riportata al 91,7%.

## Contesto
Nel 1946, il governo guidato dal Partito Comunista fece modificare la costituzione dall'Assemblea nazionale, in modo che le modifiche costituzionali potessero essere apportate anche attraverso un referendum. Tali cambiamenti fondamentali sarebbero potuti essere apportati solo da una Grande Assemblea Nazionale appositamente eletta, che il re doveva convocare.
Il referendum si svolse in un'atmosfera di acuto confronto tra il governo del Fronte della Patria dominato dai comunisti e l'opposizione che si opponeva alla graduale imposizione di un regime totalitario nel paese. Tuttavia, entrambe le parti hanno sostenuto la dichiarazione della Bulgaria come repubblica, compresi i partiti centristi come il Partito Democratico. Il leader dell'opposizione Nikola Petkov dichiarò che "Il referendum sulla Repubblica si svolse in piena libertà, perché tutta la nazione era unanime nell'abolire il regime monarchico, che portava alla Bulgaria solo miseria e catastrofe.

## Risultati
| Preferenza                    | Voti      | %    |
| ----------------------------- | --------- | ---- |
| Repubblica                    | 3 833 183 | 95,6 |
| Monarchia                     | 175 231   | 4,4  |
| Schede bianche/nulle          | 124 507   | –    |
| Totale                        | 4 132 921 | 100  |
| Elettori registrati/affluenza | 4 509 354 | 91,7 |
| Fonte: Nohlen & Stöver        |           |      |

## Conseguenze
Il 15 settembre, il presidente del 26º Congresso Nazionale del Popolo, Vasil Kolarov, dopo aver letto la sentenza della SCC sui risultati del referendum, proclamò la nascita della Repubblica Popolare di Bulgaria, titolo che sarebbe rimasto fino al 15 novembre 1990, mettendo formalmente fine al Regno di Bulgaria.
Il giorno seguente il capo di stato de jure, lo zar Simeone II e sua madre, la zarina Giovanna di Savoia (che già voleva lasciare la Bulgaria dopo l'esecuzione del principe Kiril avvenuta il 1º febbraio 1945), furono costretti a lasciare il paese per l'Egitto. In seguito furono ospitati da Francisco Franco in Spagna.
Dopo il referendum, il 27 ottobre 1946 ebbero luogo nuove elezioni per una Grande Assemblea Nazionale, che codificò una costituzione repubblicana (nota come Costituzione Dimitrov), introdotta l'anno successivo.
Dopo 50 anni d'esilio, Simeone II di Bulgaria ritornò in patria nel 1996, fondando il Movimento Nazionale Simeone II (NMSP), che trionfò alle elezioni parlamentari del 2001 con il 42,74% dei voti e 120 seggi conquistati su 240 al Parlamento, il quale lo elesse primo ministro della Repubblica di Bulgaria dal luglio 2001 all'agosto 2005.
Nel 1999 la Corte Costituzionale respinse una mozione del procuratore generale sulla costituzionalità del referendum del 1946, perché poteva pronunciarsi solo su referendum svolti dopo la costituzione del 1991.